# Anacamptomyia gymnops
Anacamptomyia gymnops là một loài ruồi trong họ Tachinidae.